# Jeleń kanadyjski
Jeleń kanadyjski, wapiti (Cervus canadensis) – gatunek ssaka z rodziny jeleniowatych (Cervidae). Nazwa wapiti początkowo dotyczyła północnoamerykańskich podgatunków jelenia szlachetnego, później używana była dla podgatunków zamieszkujących lasy strefy umiarkowanej Ameryki Północnej, głównie Góry Skaliste oraz wschodnią część Azji. Na podstawie DNA stwierdzono wyraźne różnice pomiędzy wapiti a jeleniem szlachetnym, wystarczające, aby uznać wapiti za odrębny gatunek. Dalsze badania wykazały występowanie trzech grup populacji wapiti: północnoazjatycko-amerykańską, południowoazjatycką i wschodnioazjatycką. Został introdukowany w Nowej Zelandii i Argentynie. Jednak większość ujęć systematycznych wciąż traktuje wapiti jako podgatunek jelenia szlachetnego. 
Wapiti wywodzą się z Azji Środkowej, przedostały się do Ameryki Północnej przez most lądowy Beringa. Dwa z podgatunków wymarły: wapiti kanadyjski (C. canadensis canadensis) i C. canadensis merriami.
Wapiti znajduje się w godle Kolumbii Brytyjskiej (jedna z prowincji Kanady).

## Zasięg występowania
Jeleń kanadyjski występuje w zależności od podgatunku:
- C. canadensis canadensis – jeleń kanadyjski – Ameryka Północna.
- C. canadensis alashanicus – jeleń chiński – północna Chińska Republika Ludowa (Helan Shan, Ningxia i Mongolia Wewnętrzna).
- C. canadensis macneilli – jeleń syczuański – środkowa i południowo-środkowa Chińska Republika Ludowa (N Qinghai, Gansu, Shaanxi, zachodni Syczuan i wschodni Tybetański Region Autonomiczny).
- C. canadensis sibiricus – jeleń syberyjski – od Tienszanu do Ałtaju i zachodniego Bajkału (Kirgistan i północny Sinciang do południowej Syberii i północnej Mongolii).
- C. canadensis wallichii – jeleń tybetański – południowo-zachodnia Chińska Republika Ludowa (południowo-wschodni Tybetański Region Autonomiczny) i Bhutan.
- C. canadensis xanthopygus – jeleń mandżurski – południowo-zachodnia Syberia, Kraj Nadmorski i Mandżuria.

## Galeria

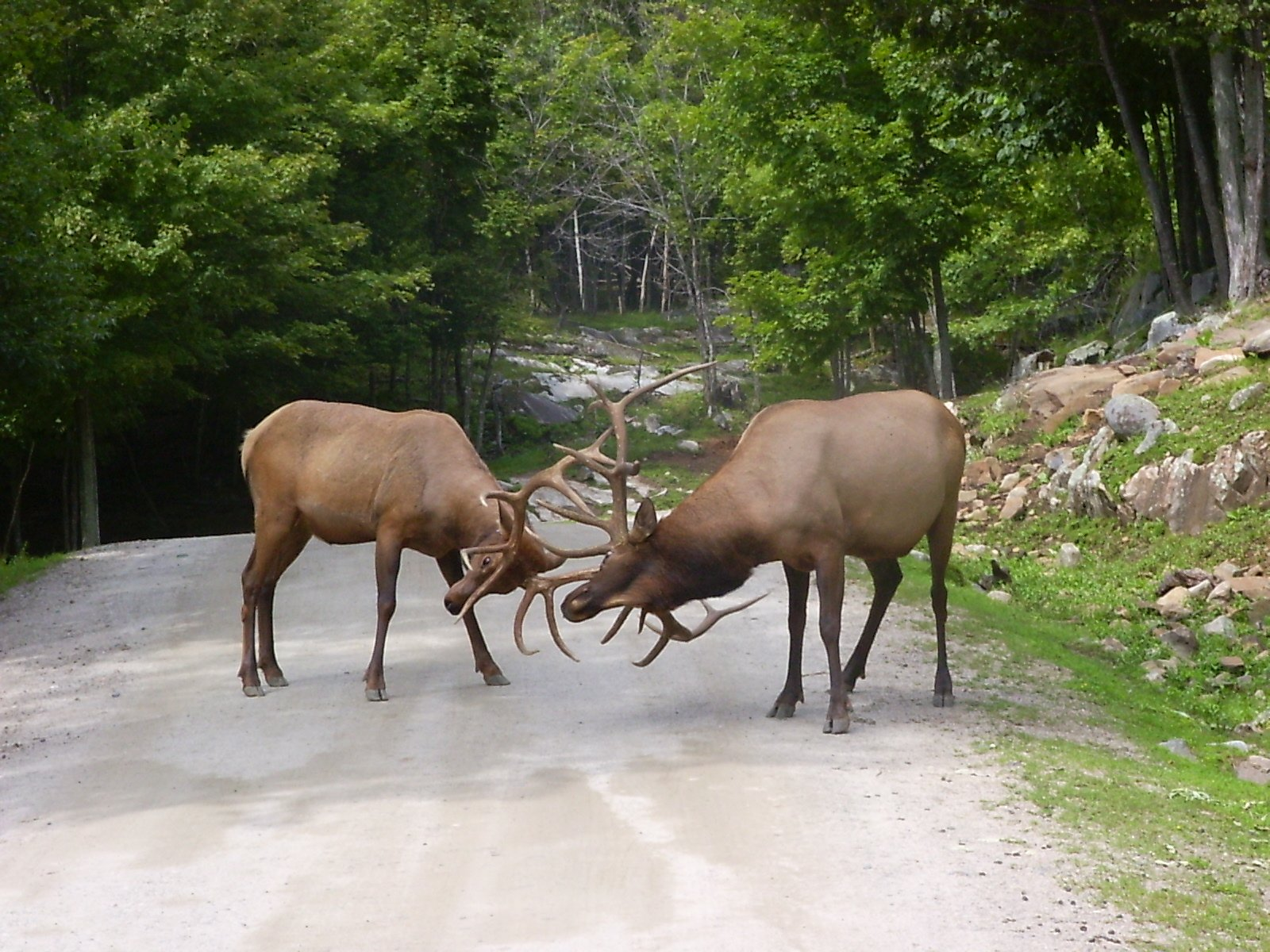
Zmagania wapiti
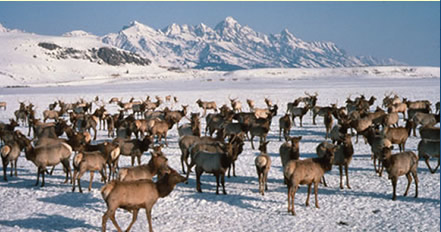
Stado wapiti
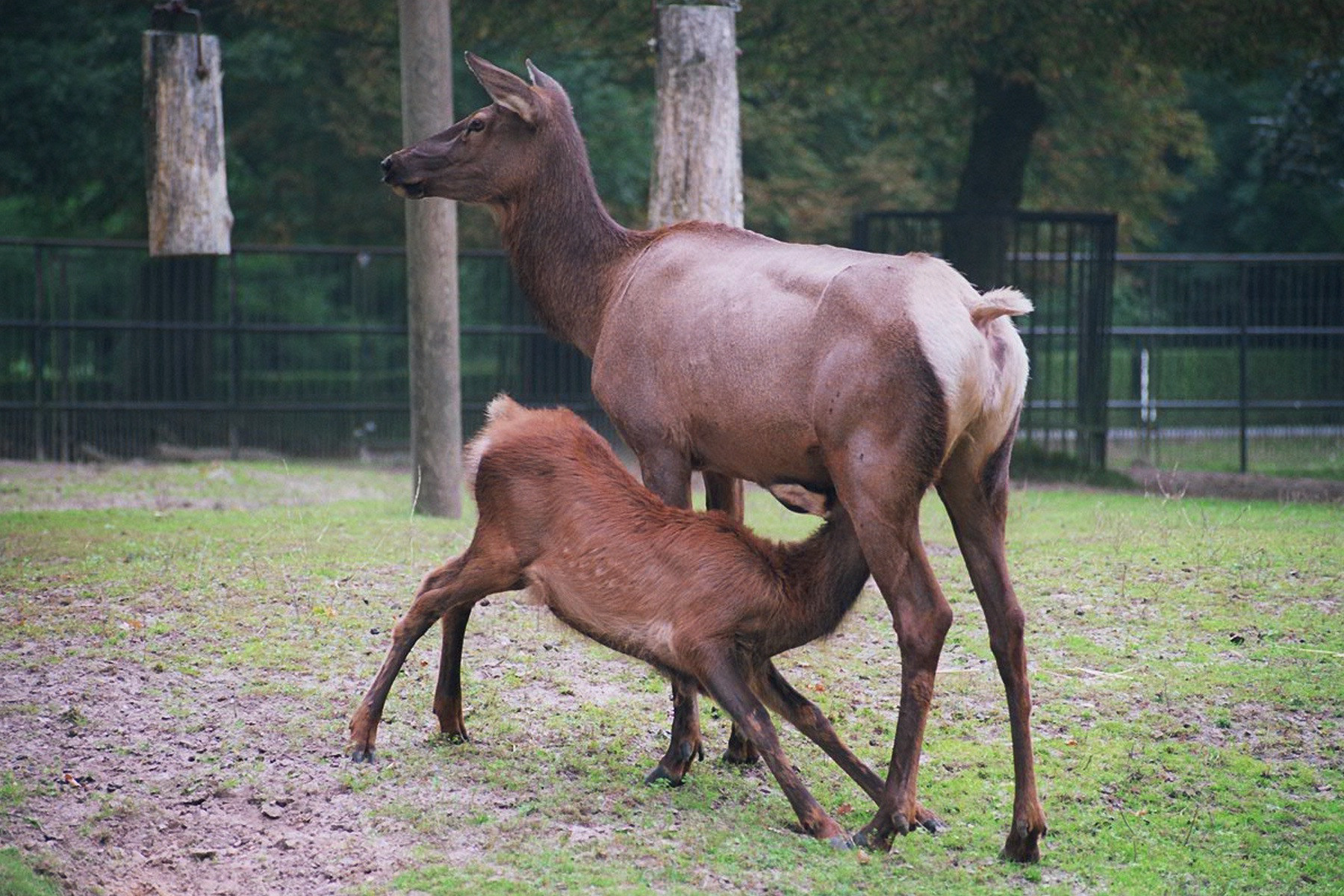
Łania wapiti karmiąca młode